# Жюнивиль
Жюниви́ль (фр. Juniville) — коммуна во Франции, находится в регионе Шампань — Арденны. Департамент коммуны — Арденны. Административный центр кантона Жюнивиль. Округ коммуны — Ретель.
Код INSEE коммуны — 08239.
Коммуна расположена приблизительно в 160 км к востоку от Парижа, в 50 км севернее Шалон-ан-Шампани, в 50 км к юго-западу от Шарлевиль-Мезьера.

## Население
Население коммуны на 2008 год составляло 1116 человек.
| 1962 | 1968 | 1975 | 1982 | 1990 | 1999 | 2008 |
| ---- | ---- | ---- | ---- | ---- | ---- | ---- |
| 698  | 718  | 720  | 760  | 829  | 844  | 1116 |

## Администрация
| Период | Период | Фамилия        | Партия                             | Должность / профессия    |
| ------ | ------ | -------------- | ---------------------------------- | ------------------------ |
| 1995   | 1999   | Эдуар Ноэль    | Объединение в поддержку республики | член генерального совета |
| 1999   | 2008   | Луи Кью        | Социалистическая партия            |                          |
| 2008   |        | Жан-Поль Симон | беспартийный                       | фермер                   |

## Экономика
В 2007 году среди 666 человек в трудоспособном возрасте (15—64 лет) 514 были экономически активными, 152 — неактивными (показатель активности — 77,2 %, в 1999 году было 68,9 %). Из 514 активных работали 476 человек (266 мужчин и 210 женщин), безработных было 38 (10 мужчин и 28 женщин). Среди 152 неактивных 56 человек были учениками или студентами, 40 — пенсионерами, 56 были неактивными по другим причинам.

## Города-побратимы
- Кравинкель (Германия)
- Нермис (Румыния)

## Фотогалерея

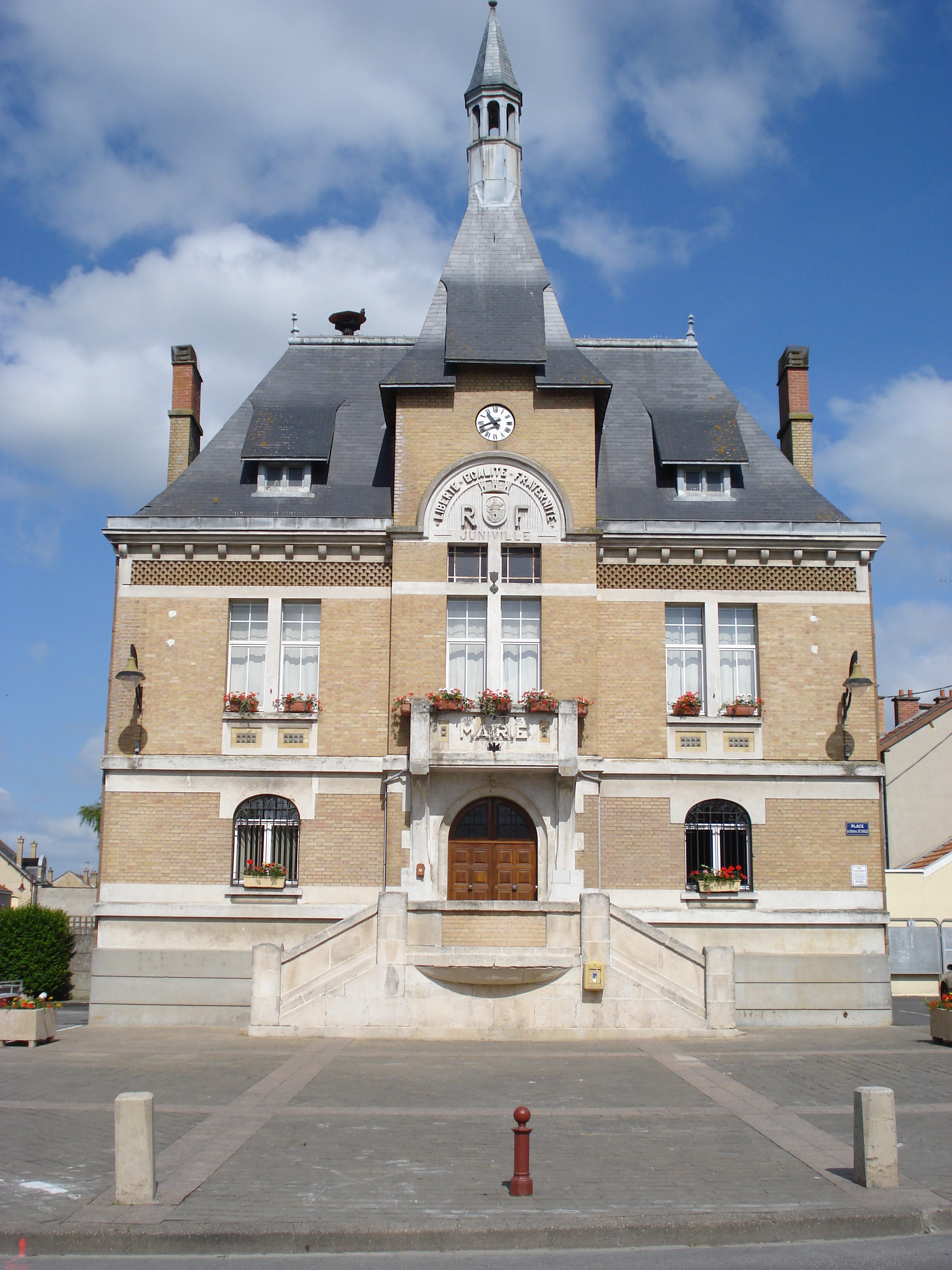
Мэрия
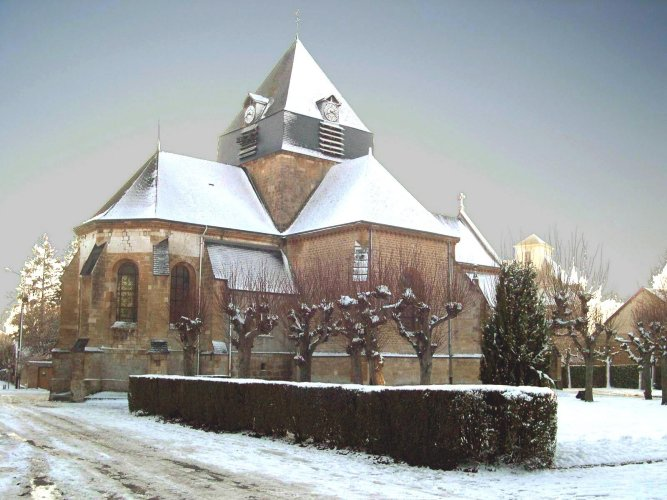
Церковь
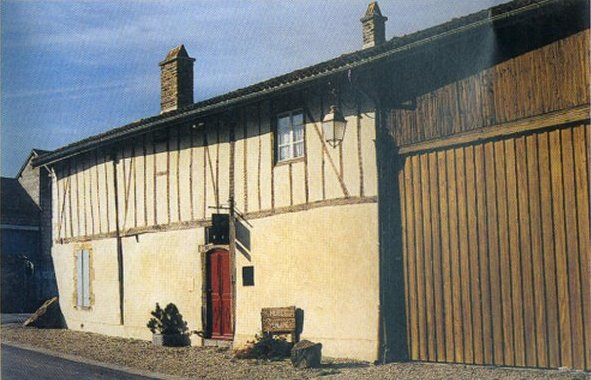
Музей Верлена
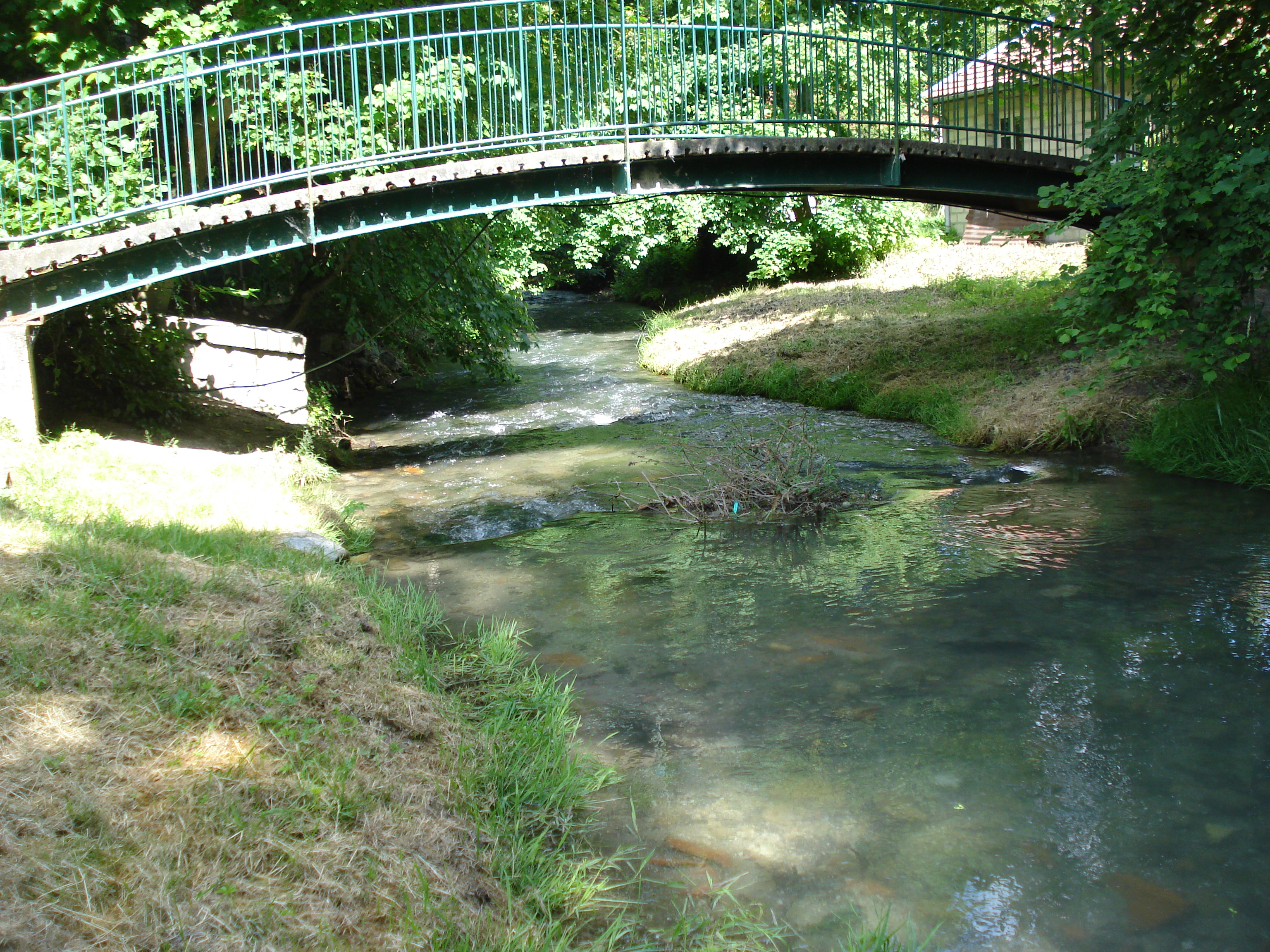
Река Ретурн